# Modern Drummer
Modern Drummer – amerykańskie czasopismo specjalistyczne poświęcone perkusistom oraz instrumentom perkusyjnym. Powstało na podstawie pomysłu Rona Spagnardi'ego - perkusisty i instruktora. Magazyn ukazuje się nieprzerwanie od 1977 roku dzięki oficynie Modern Drummer Publications Inc. Magazyn jest również organizatorem Modern Drummer Festival.